# Liu Ailing
Dans ce nom chinois, le nom de famille, Liu, précède le nom personnel.
Pour les articles homonymes, voir Liu.
Liu Ailing (en sinogrammes simplifiés 刘爱玲, pinyin Liú Àilíng), née le 2 juin 1967, est une ancienne footballeuse internationale chinoise qui a joué pour l'équipe de Chine féminine de football lors des éditions 1991, 1995 et 1999 de la Coupe du monde féminine de la FIFA. Elle remporte une médaille d'argent aux Jeux olympiques d'Atlanta de 1996 et participe aux Jeux olympiques de Sydney en 2000. Meneuse de jeu, elle joue en club au Japon et aux États-Unis. Pour l'ensemble de sa carrière, elle est nommée septième meilleure joueuse du XXe siècle par l'IFFHS.

## Carrière en club
Née à Baotou, en Mongolie-intérieure, Liu pratique d'abord le basket-ball et l'athlétisme et ne joue au football qu'à partir de l'âge de 17 ans. Ses parents sont initialement réticents à la laisser pratiquer ce qu'ils considéraient comme un sport masculin.
En 1994, Liu rejoint le club japonais de deuxième division Tasaki Perule FC. Elle participe à sa promotion en première division lors de sa première saison et reste avec le club jusqu'en 1997.
Lors de la Draft WUSA 2000, Liu est sélectionné par le Charge de Philadelphie au premier tour, deuxième au classement général derrière sa compatriote Sun Wen. Aux États-Unis, Liu vit un choc culturel ; elle n'achète que des fruits et légumes crus au supermarché car, en Chine, elle avait été dans des camps d'entraînement enrégimentés pendant si longtemps qu'elle n'avait jamais appris à cuisiner. Lors de la saison 2001 de la WUSA, bien qu'ayant 34 ans, elle est la meilleure buteuse de l'équipe avec 10 réalisations. Elle est la première femme à remporter le titre de joueuse de la semaine de la WUSA deux semaines consécutives et la première femme à le remporter trois fois. En 2002, Liu est moins efficace, contribuant deux buts et deux passes lors de ses 20 apparitions en saison régulière (11 titularisations). Elle prend sa retraite à la fin de la saison.

## Carrière internationale
Lors de la Coupe du monde féminine de football 1991, Liu dispute les 80 minutes des quatre matchs de la Chine. Elles atteignent les quarts de finale avant de perdre 1-0 contre la Suède. Lors du match d'ouverture (qui est également le premier match de l'histoire des Coupes du monde féminines), Liu marque deux fois pour la victoire 4-0 de la Chine contre la Norvège, qui finiront ensuite deuxièmes de la compétition.
En 1996, elle remporte une médaille d'argent aux Jeux olympiques d'Atlanta. Elle dispute les cinq matchs du tournoi et marque un but.
Lors du championnat féminin de l'AFC de 1997, elle marque quatre buts lors de la victoire 10-0 de la Chine en demi-finale contre Taïwan et deux buts lors de la victoire 2-0 en finale contre la Corée du Nord. Elle est nommée meilleure joueuse du tournoi.
Lors de la Coupe du monde féminine de la FIFA 1999, elle marque le but de la victoire au premier tour contre la Suède et deux autres lors de la victoire 5-0 en demi-finale contre les championnes en titre de la Norvège. En finale, l'équipe s'incline lors d'une séance de tirs au but contre les États-Unis. Elle est ensuite désignée dans l'équipe type du tournoi.
En 2000, elle fait partie de l'équipe chinoise qui termine cinquième du tournoi olympique féminin. Elle joue les trois matchs.
En 2003, Liu prend le poste de secrétaire général adjoint de l'Association de football de Pékin. Après la retraite de Liu et d'autres joueuses comme Sun Wen et Zhao Lihong, l'équipe nationale chinoise connaît un net déclin, culminant avec une défaite 8-0 contre l'Allemagne aux Jeux olympiques d'Athènes en 2004. En juin 2007, Liu dirigeait la seule école de football pour filles de Pékin, avant qu'elle ne soit fermée par manque d'intérêt.

## Palmarès

### Individuel
Pour l'ensemble de sa carrière, elle est nommée en 2021 septième meilleure joueuse du XXe siècle par l'IFFHS.

### Collectif
- Coupe du monde : médaille d'argent en 1999
- Jeux olympiques : médaille d'argent en 1996
- Coupe d'Asie : médaille d'or en 1989, 1991, 1993, 1995, 1997, et 1999
- Jeux Asiatiques : médaille d'or en 1990, 1994, 1998